# Melitaea wheeleri
Melitaea wheeleri är en fjärilsart som beskrevs av Chapman 1910. Melitaea wheeleri ingår i släktet Melitaea och familjen praktfjärilar. Inga underarter finns listade i Catalogue of Life.